# ميرساد غرودا
ميرساد غرودا هو لاعب كرة قدم ألباني في مركز الهجوم، ولد في 13 مايو 1986 في ليجه في ألبانيا. لعب مع KF Besëlidhja Lezhë ‏.

## وصلات خارجية
- ميرساد غرودا على موقع قاعدة بيانات كرة القدم.إي يو (الإنجليزية)
- ميرساد غرودا على موقع Soccerway.com (الإنجليزية)